# Dicranota mannheimsi
Dicranota mannheimsi är en tvåvingeart som beskrevs av Evgenyi Nikolayevich Savchenko 1972. Dicranota mannheimsi ingår i släktet Dicranota och familjen hårögonharkrankar. Inga underarter finns listade i Catalogue of Life.